# Drupadia corbeti
Drupadia corbeti är en fjärilsart som beskrevs av Cowan 1974. Drupadia corbeti ingår i släktet Drupadia och familjen juvelvingar. Inga underarter finns listade i Catalogue of Life.